# Steigerherren
Die Steigerherren („Ordo Steigensium“) waren ein im 12. Jahrhundert gegründeter und 1482 aufgehobener kleiner Zweig der Augustiner-Chorherren.
Keimzelle des Ordens war das im 12. Jahrhundert von den Grafen von Dagsburg gestiftete kleine Kloster Obersteigen an der Zaberner Steige im Elsass.  Dort, im heutigen Weiler Obersteigen, einem Ortsteil von Wangenbourg-Engenthal, sollte es mit dem angeschlossenen Hospiz Pilger auf ihrem Weg über die Vogesen versorgen.  Das Priorat wurde im Jahre 1221 von Papst Honorius III. unter seinen besonderen Schutz gestellt und blühte im 13. Jahrhundert auf. Papst Innozenz IV. gab den Brüdern das Recht der freien Abtwahl, und im Laufe des 13. Jahrhunderts bauten sie ihre Klosterkirche, die heutige Pfarrkirche „Notre-Dame-de-la-Nativité“ in Zabern, wo sie Land für ein neues Kloster erhalten hatten. Im Jahre 1303 zogen die meisten Mönche nach Zabern um und der Konvent, Steiga inferior (Untersteigen), wurde dorthin verlegt. Obersteigen verlor seinen Status als Kloster und wurde zum Priorat Steiga superior. Vom nunmehrigen Mutterhaus in Zabern wurden Brüder zum Hospiz in Obersteigen geschickt, um es zu versorgen.
Das Stift in Zabern wurde zum Haupthaus des kleinen und weithin unbekannten Ordens der Steigerherren.  Neben Zabern und Obersteigen gab es nur noch vier weitere zumeist kleine Häuser: 
- in Lahr am Westrand des Schwarzwalds, 1259 durch Walter von Geroldseck († 1277) auf Wunsch seiner verstorbenen Frau Heilika als Hospiz für 12 Arme gegründet;[1]
- in Landau in der Pfalz, wo Graf Friedrich III. von Leiningen-Dagsburg im Jahre 1276 den Steigerbrüdern ein Grundstück zur Errichtung eines Hospizes gab, ihre ehemalige Klosterkirche ist die heutige Landauer Stiftskirche;
- auf dem Dürrenberg bei Walscheid in Lothringen (seit dem späten 13. Jahrhundert),[2] und
- auf dem Beerenberg bei Wülflingen/Winterthur in der Schweiz (seit 1355/1365).

Die „Steigerklöster“ hatten zusammen allenfalls 32 Mitglieder.
Die ursprüngliche Hauptaufgabe, ein Hospiz oder Hospital zu führen, wurde im Laufe der Zeit aufgegeben, und im 15. Jahrhundert erlebte der kleine Ordenszweig, wie so viele Klostergemeinschaften, einen sittlichen und wirtschaftlichen Niedergang.  Am 17. Juni 1482 löste Papst Sixtus IV. die Häuser auf und bestimmte ihren Besitz für regulierte Augustiner-Chorherren-Stifte.